# Pierre Carré
Pierre of Peter Carré (Koninkrijk Frankrijk, 2e helft 15e eeuw – Bourges, 5 januari 1510) was bisschop van Orange (1484-1510) onder de naam Peter VI van Oranje.

## Levensloop

### Hoogleraar en diplomaat

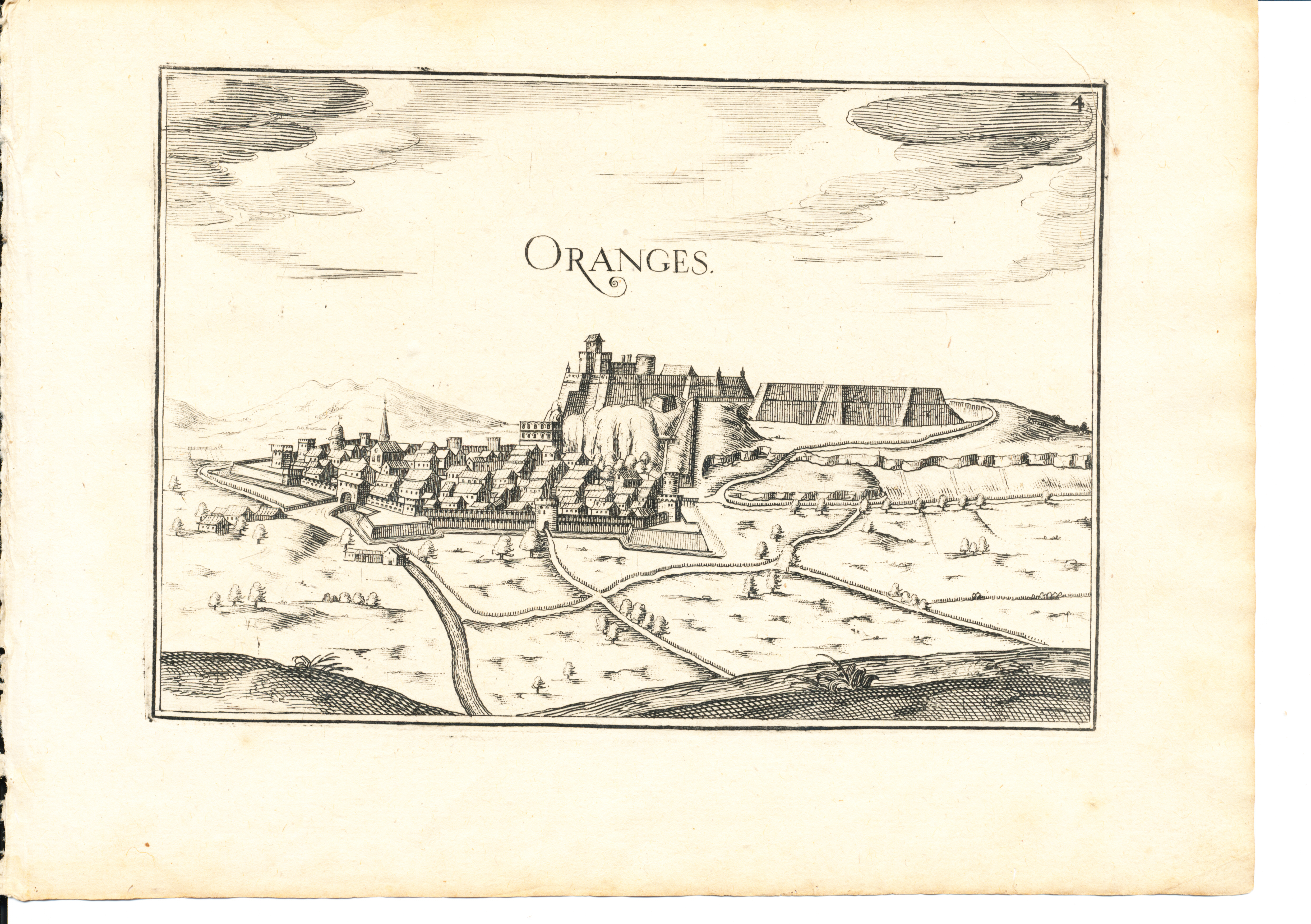
Zicht op Orange

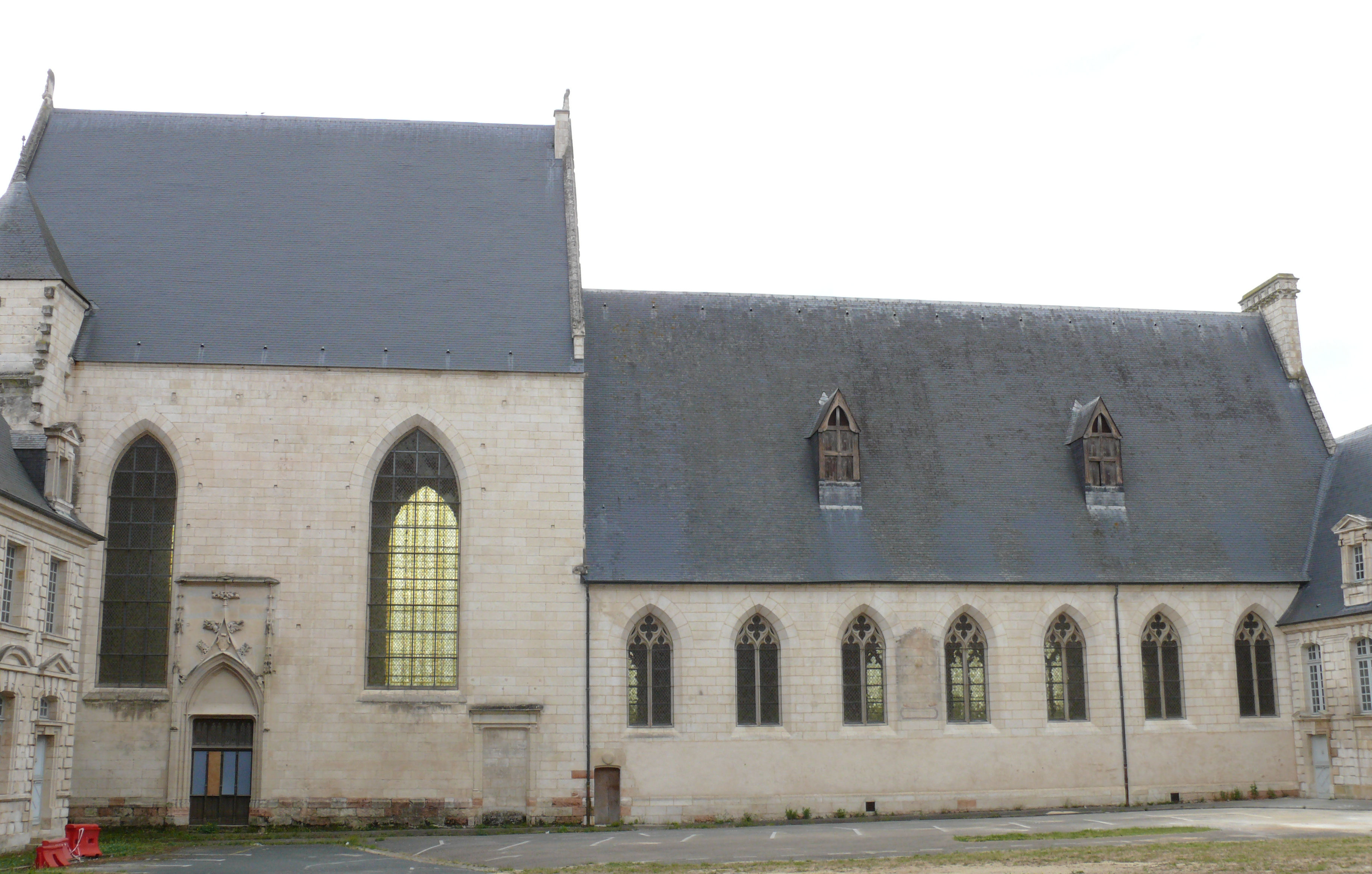
Godshuis van Bourges

Carré werd dominicaan aan de leeftijd van 18 jaar. Hij werd zowel prior van de dominicanen van Chartres als abt van de cisterciënzerabdij Onze-Lieve-Vrouw van Abbecourt-en-Pinserais, vandaag in de gemeente Orgeval. Carré werd benoemd aan het hof van Jan II van Bourbon, hertog van Bourbon, telg in een zijtak van het heersende Franse koningshuis Valois. In de jaren 1465-1480 was hij professor theologie aan de Universiteit van Bourges, in de provincie Berry. Het was een jonge universiteit, pas gesticht in 1463. Carré behoorde bij de eerste hoogleraren, benoemd door koning Lodewijk XI van Frankrijk. Later, als bisschop van Orange, behield Carré steeds een band met deze universiteit. Lodewijks opvolger, Karel VIII zond Carré naar Rome als ambassadeur bij paus Sixtus IV (1483).

### Bisschop van Orange
In het prinsdom Orange heerste ondertussen bestuurlijke chaos, sinds 1475.. Koning Lodewijk XI van Frankrijk had het prinsdom Oranje opgekocht voor de prijs van 40.000 gouddukaten. De prins van Oranje Willem van Chalon-Arlay was in geldnood en had Oranje afgestaan (1475). In 1477 stierf de bisschop van Orange, Peter van Supravilla of Peter V van Orange; het daarop volgende pontificaat van Laurent I Alleman (1477-1484) kwam niet van de grond. 
Zes jaar lang bleef de bisschopszetel van Orange onbezet omwille van deze politieke aardverschuiving. Het kapittel van Orange kon of mocht geen bisschop verkiezen. Paus Sixtus IV benoemde tweemaal een bisschop, eerst Laurens Lours, bisschop van Grenoble doch deze weigerde. Ook Etienne de Groupillon, bisschop van Séez, weigerde naar Orange te verhuizen. Sixtus IV benoemde dan maar de Franse diplomaat Pierre Carré tot bisschop van Orange. In de Pauselijke Staat ontving Carré de bisschopswijding. Nadien reisde hij naar Orange als Peter VI van Orange (1484). 
Over zijn 25-jaar pontificaat in Orange is weinig bekend. Carré was vaak afwezig, waarbij de vicaris-generaal Willem de Pélissier (zijn latere opvolger) het bisschoppelijk ambt waarnam. In Bourges verbleef Carré regelmatig. Samen met de aartsbisschop van Bourges, Willem van Kamerijk, stichtte hij er het Godshuis om armen en zieken te verzorgen. Dit Godshuis maakte deel uit van de universiteit van Bourges. Carré stierf in Bourges in het jaar 1510.
- Bibliothèque nationale de France: cb125593726 (data)
- Gemeinsame Normdatei: 138065942
- International Standard Name Identifier: 0000 0000 6650 0279
- Library of Congress Control Number: n92077924
- Virtual International Authority File: 306419264
- WorldCat: E39PBJtrVwWXKBwfMy4j9Ck4bd